# Glen D. VanHerck
Glen David VanHerck (20 de octubre de 1962)es un general retirado de la Fuerza Aérea de Estados Unidos que ocupó el cargo de comandante del Comando Norte de Estados Unidos y del Comando de Defensa Aeroespacial de América del Norte desde 2020 a 2024. Desde 2019 a 2020 fue Director del Estado Mayor Conjunto.

## Biografía
VanHerck nació en Murray (Kentucky), y se crio en Bismarck (Misuri).

## Carrera militar
Se graduó en la Universidad de Missouri, donde fue comisionado a través del Cuerpo de Formación de Oficiales de la Reserva de la Fuerza Aérea en 1987.
Ocupó el cargo de comandante del Comando Norte de Estados Unidos y del Comando de Defensa Aeroespacial de América del Norte desde 2020 a 2024 y  desde 2019 a 2020 fue Director del Estado Mayor Conjunto.